# Gaetan Vestris
Gaetano Apolline Baldassarre Vestris, conegut com a Gaetan Vestris, va ser un ballarí de ballet francès, i va debutar en l'òpera el 1749.

## Biografia
Nascut en una família d'artistes de teatre italians, va estudiar dansa amb Louis Dupré a la Reial Acadèmia de París, després es va incorporar a l'Òpera de París on va exercir de mestre de dansa de Lluís XVI. Vestris va ser el primer ballarí que va descartar la màscara i va utilitzar la seva cara en mímica.
El 1751 el seu èxit i la seva vanitat havien crescut fins a tal punt que es diu que va dir: "Només hi ha tres grans homes a Europa: el rei de Prússia, Voltaire i jo". Era un excel·lent imitador i ballarí. De 1770 a 1776 va ser mestre i compositor de ballets, retirant-se, en favor de Jean-Georges Noverre, amb una pensió.
Vestris es va casar amb una ballarina, Anna Heinel (1753–1808), d'origen alemany, que va tenir un gran èxit a l'òpera. Va reaparèixer als setanta-un anys amb motiu del debut del seu net.

## Família
Gaetan tenia diversos fills que també es van convertir en ballarins. Va ser l'amant de la ballarina francesa Marie Allard, i el fill que tingué amb ella, Auguste Vestris (1760-1842) també va ser considerat el major ballarí masculí del seu temps. Auguste va debutar als 12 anys amb el Paris Opéra i va ser el principal ballarí de la companyia durant 36 anys. El fill d'Auguste, Auguste Armand Vestris (1788–1825), espòs de Lucia Elizabeth Vestris, va prendre la mateixa professió i va fer el seu debut en l'òpera el 1800, però va abandonar París per Anglaterra, Itàlia i Viena i mai va tornar a aparèixer a França. El germà de Gaetano, Angiolo Vestris (1730–1809), anteriorment ballarí i després actor del Théâtre-Italien de París, es va casar amb Marie Rose Gourgaud, la germana de l'actor Dugazon. Gaetano i la germana d'Angiolo, Thérèse (1726-1808), també va ser ballarina.